# Владимир Кос
Владимир Кос (чеськ. Vladimír Kos, 31 березня 1936 — 17 вересня 2017, Прага) — чехословацький футболіст, що грав на позиції нападника, зокрема, за клуб «Спартак Прага Сталінград», а також національну збірну Чехословаччини.
Дворазовий чемпіон Чехословаччини. 

## Клубна кар'єра
У футболі дебютував 1956 року виступами за команду «Дукла» (Пардубіце), в якій провів два сезони.
1962 року перейшов до клубу «Спартак Прага Сталінград», за який відіграв шість сезонів.
Завершив професійну кар'єру футболіста виступами за команду «Спарта» (Прага) у 1968 році, ставши за цей час дворазовим чемпіоном Чехословаччини.

## Виступи за збірну
Провів 8 матчів у складі юніорської збірної Чехословаччини і 10 в складі олімпійської.
У складі національної збірної був учасником чемпіонату світу 1962 року у Чилі, де разом з командою здобув «срібло». Був в заявці команди, але участі в матчах не брав.
Помер 17 вересня 2017 року на 82-му році життя у місті Прага.

## Титули і досягнення
- Чемпіон Чехословаччини (2):

«Спарта» (Прага): 1965, 1967
- Віце-чемпіон світу: 1962